# Герб Кабесейраша-де-Башту
Ге́рб Кабесе́йраша-де-Ба́шту — офіційний символ містечка Кабесейраш-де-Башту, Португалія. Використовується як територіальний герб. У синьому щиті срібна хвиляста балка, над і під якою два срібних мисливські роги, обернені ліворуч. В облямівці вісім пурпурних виноградних грон із зеленим листям. Щит увінчує срібна мурована містечкова корона з чотирма вежами.  Під щитом біла стрічка, на якій великими літерами напис португальською: «Cabeceiras de Basto» (Кабесейраш-де-Башту).  Офіційно затверджений 19 березня 1987 року.  

## Галерея

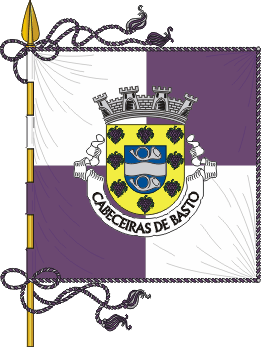
Прапор
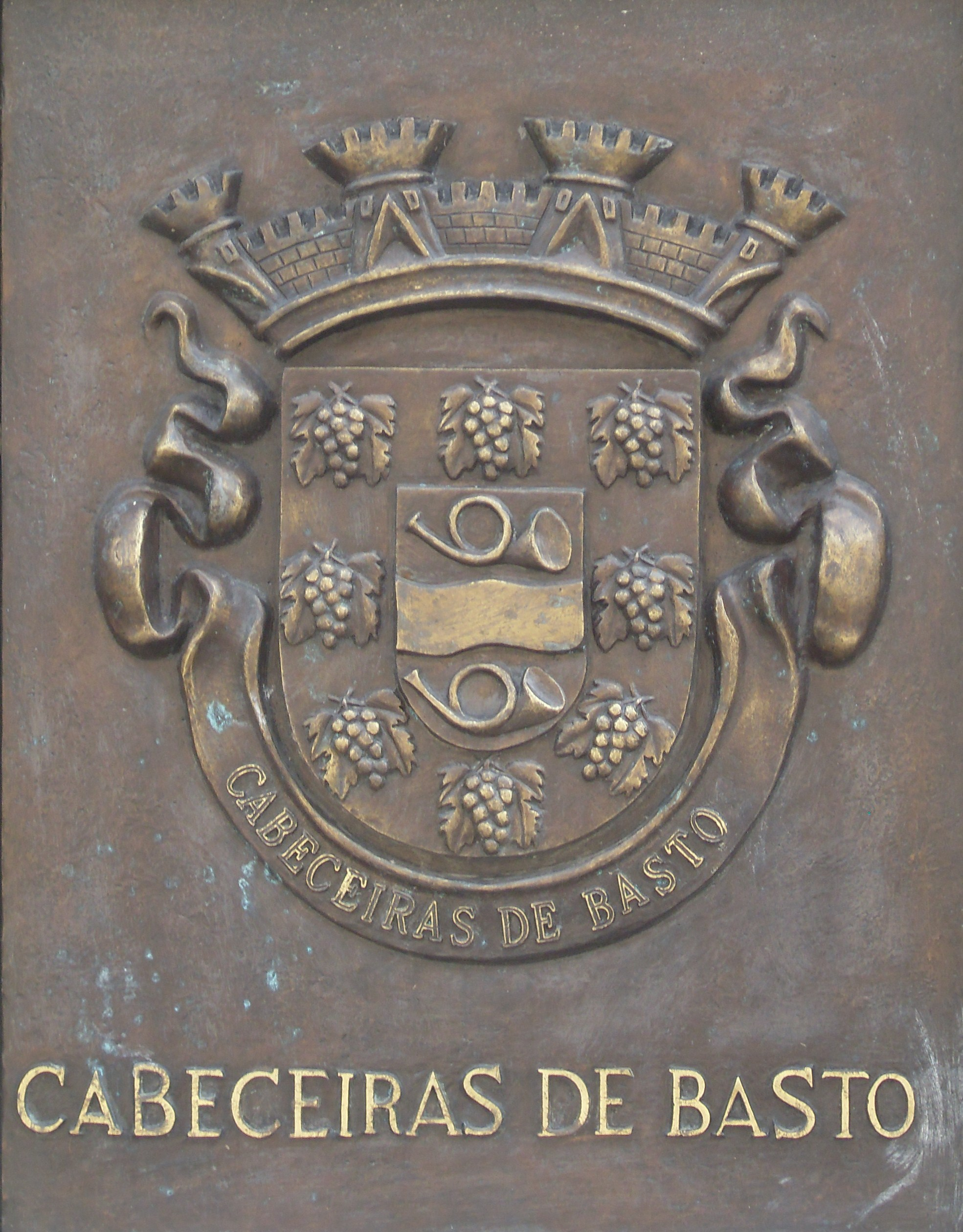
Герб (2001)